# هاري هازلت

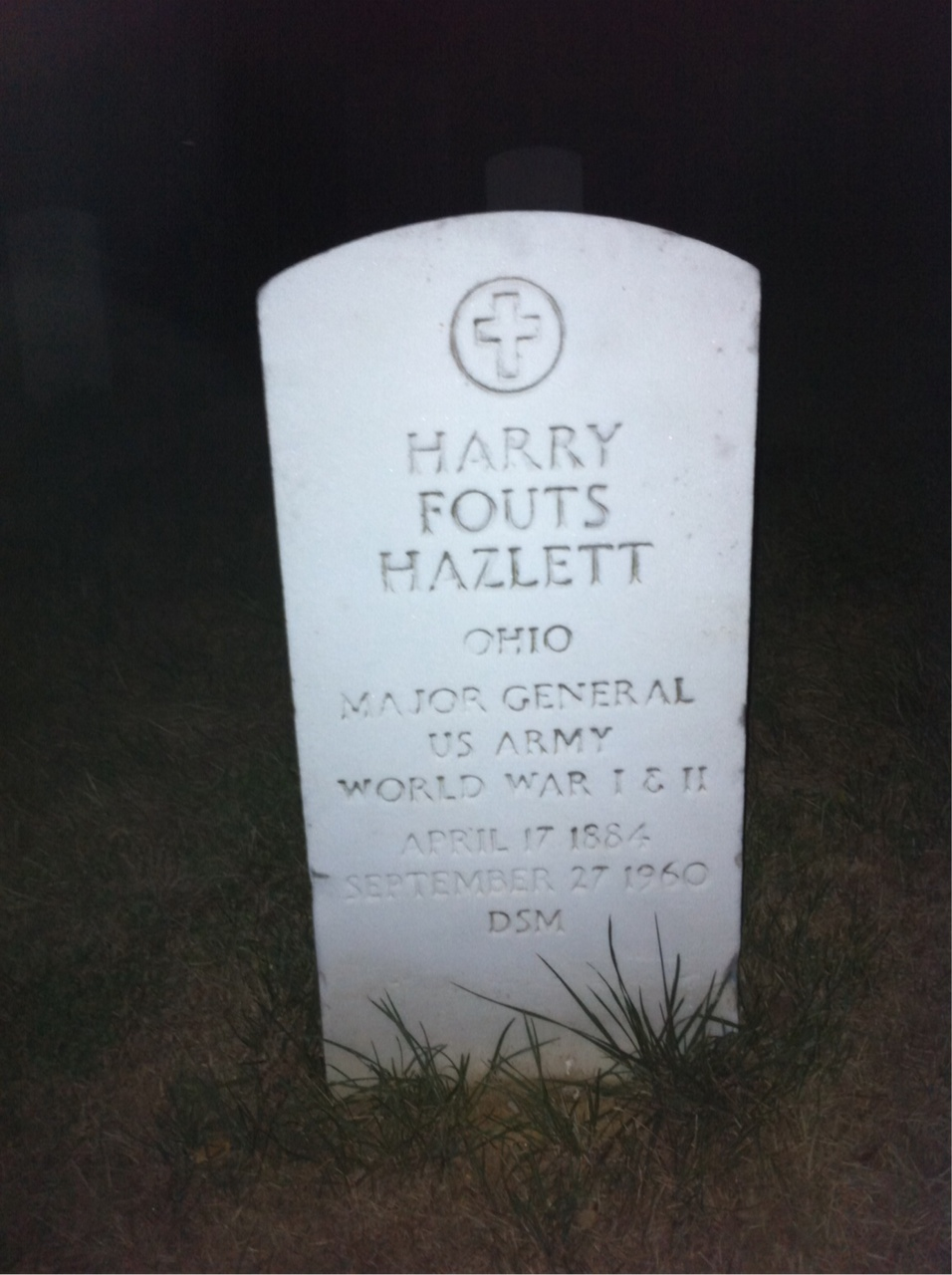
قبر هاري هازليت في مقبرة أرلينغتون الوطنية

هاري هازلت (بالإنجليزية: Harry Hazlett) هو عسكري أمريكي، ولد في 17 أبريل 1884 في ديرسفيل في الولايات المتحدة، وتوفي في 27 سبتمبر 1960.